# Levantamento de peso nos Jogos Pan-Americanos de 2011 - Até 69 kg feminino
A categoria até 69 kg feminino do levantamento de peso nos Jogos Pan-Americanos de 2011 foi disputada em 26 de outubro no Fórum de Halterofilismo com nove halterofilistas de oito países.

## Calendário
Horário local (UTC-6).
| Data          | Horário | Fase  |
| ------------- | ------- | ----- |
| 26 de outubro | 12:00   | Final |

## Medalhistas
| Ouro   | COL Mercedes Pérez    |
| Prata  | MEX Cinthya Domínguez |
| Bronze | MEX Aremi Fuentes     |

## Resultados
| Pos.              | Nome              | País               | Grupo | Peso (kg) | Arranque (kg) | Arremesso (kg) | Total (kg) |
| ----------------- | ----------------- | ------------------ | ----- | --------- | ------------- | -------------- | ---------- |
| Medalha de ouro   | Mercedes Pérez    | COL Colômbia       | A     | 67.74     | 101           | 131            | 232        |
| Medalha de prata  | Cinthya Domínguez | MEX México         | A     | 68.93     | 103           | 123            | 226        |
| Medalha de bronze | Aremi Fuentes     | MEX México         | A     | 68.27     | 101           | 120            | 221        |
| 4                 | Rosa Tenorio      | ECU Equador        | A     | 68.55     | 99            | 115            | 214        |
| 5                 | Danica Rue        | USA Estados Unidos | A     | 68.21     | 88            | 115            | 203        |
| 6                 | Liliane Menezes   | BRA Brasil         | A     | 67.74     | 90            | 110            | 200        |
| 7                 | Norma Figueroa    | PUR Porto Rico     | A     | 68.07     | 85            | 110            | 195        |
| 8                 | Idalmis Rivera    | CUB Cuba           | A     | 65.79     | 83            | 111            | 194        |
| –                 | Angie Toledo      | CHI Chile          | A     | 68.15     |               |                | DNF        |